# Algrena bruk
Algrena bruk var ett järnbruk i Askersunds socken, Askersunds kommun, Örebro län, nära sjön Vättern. Bruket anlades år 1692, samtidigt som Aspa bruk, av Anton von Boij.
Först hade bruket en stångjärnshammare och två härdar. År 1849 hade antalet hammare ökats till två, och antalet härdar till tre. Tackjärnet hämtades bl.a. från den närbelägna Igelbäckens masugn.